# مطار مناس الدولي
مطار مناس الدولي (بالقرغيزية: Манас эл аралык аэропорту، رومنة: Manas El Aralyk Aeroportu)، (الروسية: Международный аэропорт «Манас»)(إياتا: FRU، إيكاو: UCFM)، هو المطار الرئيسي في قيرغيزستان، ويبعد 25 كيلو متر شمال غرب العاصمة بيشكك.

## حوادث
16 يناير 2017، الخطوط الجوية التركية الرحلة 6491 كانت رحلة شحن دولية من هونج كونج إلى إسطنبول عبر بيشكك، اثناء هبوط الطائرة بالمطار وبسبب الضباب تحطمت الطائرة في قرية بالقرب من المطار مما أسفر عن مقتل 4 من طاقم الطائرة و34 من سكان القرية.

## شركات الطيران

### المسافر
| شركـات طيـران               | الوجهات |
| --------------------------- | --- |
| إيروفلوت                    | مطار شيريميتييفو الدولي |
| Aero Nomad Airlines         | مطار انديرا غاندي الدولي، مطار إسلام آباد الدولي، مطار علامه إقبال الدولي، مطار فنوكوفو الدولي، Osh موسمي: مطار أنطاليا عارض موسمي: مطار غوا الدولي، مطار الملك عبد العزيز الدولي، مطار الأمير محمد بن عبد العزيز الدولي                            |
| العربية للطيران             | مطار الشارقة الدولي |
| طيران أستانا                | مطار ألماتي الدولي |
| Air Kyrgyzstan              | Osh |
| Air Manas                   | مطار صبيحة كوكجن الدولي، مطار دوموديدوفو الدولي، Osh، مطار طشقند الدولي |
| الأناضول جت                 | مطار إيسنبوغا الدولي (تبدأ في 2 يونيو 2023) |
| Avia Traffic Company        | مطار دوشانبي الدولي، مطار غروزني الدولي، Irkutsk، مطار إسطنبول الدولي، Jalal-Abad، Kazan، Krasnodar، مطار يميلانو الدولي، مطار دوموديدوفو الدولي، مطار جوكوفسكي الدولي، مطار نوفوسيبيرسك، Osh، مطار بولكوفو، Surgut، Voronezh، مطار كولتسوفو الدولي |
| Azimuth                     | Rostov-on-Don |
| خطوط جنوب الصين الجوية      | مطار أورومتشي الدولي |
| FlyArystan                  | مطار آستانا الدولي (تستأنف 10 يونيو 2023)، مطار حضرة السلطان الدولي |
| فلاي دبي                    | مطار دبي الدولي |
| طيران الجزيرة               | مطار الكويت الدولي |
| طيران لونج                  | مطار شيان شيانيانغ الدولي |
| خطوط بيغاسوس                | مطار صبيحة كوكجن الدولي |
| خطوط إس سفن                 | مطار نوفوسيبيرسك |
| Sunday Airlines             | عارض موسمي: Phuket |
| TezJet Airlines             | Batken، Isfana، Jalal-Abad، Osh |
| الخطوط الجوية التركية       | مطار إسطنبول الدولي |
| T'way Air                   | مطار إنتشون الدولي (تبدأ في 12 يونيو 2023) |
| خطوط أورال الجوية           | مطار دوموديدوفو الدولي، مطار جوكوفسكي الدولي، مطار بولكوفو، مطار كولتسوفو الدولي |
| الخطوط الجوية الأوزبكستانية | مطار طشقند الدولي |
| ويز للطيران                 | مطار أبو ظبي الدولي |

### الشحن
| شركـات طيـران               | الوجهات |
| --------------------------- | --- |
| RUS Aviation                | مطار الشارقة الدولي |
| Silk Way Airlines           | مطار حيدر علييف الدولي، مطار أورومتشي الدولي |
| الخطوط الجوية التركية       | مطار ألماتي الدولي، مطار سوفارنابومي الدولي، مطار قوانغتشو باييون الدولي، مطار إسلام آباد الدولي، مطار إسطنبول الدولي، مطار شانغهاي بودنغ الدولي |
| طيران تركمانستان            | Turkmenabat |
| الخطوط الجوية الأوزبكستانية | Navoi |
| YTO Cargo Airlines          | مطار شيجياتشوانغ تشنغدينغ الدولي |